# Вила Серена (Верона)
Вила Серена (итал. Villa Serena) је насеље у Италији у округу Верона, региону Венето.
Према процени из 2011. у насељу је живело 23 становника. Насеље се налази на надморској висини од 103 м.